# Ratpenat de cua de beina negrós
El ratpenat de cua de beina negrós (Mosia nigrescens) és una espècie de ratpenat de la família dels embal·lonúrids, que pertany al gènere monotípic Mosia, i viu a Indonèsia, Papua Nova Guinea i les illes Salomó.